# Långgrynnan, Närpes
Långgrynnan är en ö i Finland.   Den ligger i den ekonomiska regionen  Sydösterbotten och landskapet Österbotten, i den sydvästra delen av landet, 300 km nordväst om huvudstaden Helsingfors.
Terrängen på Långgrynnan är varierad.  I omgivningarna runt Långgrynnan växer i huvudsak blandskog.